# Knüllwald
Knüllwald – miejscowość i gmina w Niemczech, w kraju związkowym Hesja, w rejencji Kassel, w powiecie Schwalm-Eder.